# The Madonna of the Slums
The Madonna of the Slums est un film muet américain réalisé par Francis Ford et sorti en 1913.

## Fiche technique
- Réalisation : Francis Ford
- Scénario : Grace Cunard
- Durée : 20 minutes
- Date de sortie :  États-Unis : 11 novembre 1913

## Distribution
- Francis Ford : Paul
- Grace Cunard : Grace
- Frank Lloyd : le chef apache
- Harry Schumm